# Didemnum apuroto
Didemnum apuroto är en sjöpungsart som beskrevs av Monniot 1987. Didemnum apuroto ingår i släktet Didemnum och familjen Didemnidae. Inga underarter finns listade i Catalogue of Life.